# Selección juvenil de rugby de Sri Lanka
La selección juvenil de rugby de Sri Lanka también conocida como Junior Tuskers es el equipo nacional de rugby regulado por la federaciones del deporte SLRFU y SLSRFA. Ha competido en torneos de hasta 19 años (categoría M19).

## Reseña histórica
Hasta el presente el seleccionado ceilandés clasificó sólo una vez a un mundial juvenil. Fue en el 2001, cuando se disputó una edición del extinto Mundial M19 B celebrada en Chile. Terminó en la penúltima posición, despidiéndose del campeonato con una victoria sobre Bélgica por 22 - 15.

## Palmarés
- Asia Rugby U19 Division 1 (2): 2013,[3] 2019

## Participación en copas
| - Chile 2001: 15º puesto - no ha clasificado - Asian U20 1 2007: 3º puesto - Asia Rugby U19 1 2013: Campeón invicto - Asia Rugby U19 1 2019: Campeón invicto | - Asia Rugby U19 2010: 3º puesto - Asia Rugby U19 2011: 4º puesto (último) - Asia Rugby U19 2014: 2º puesto - Asia Rugby U19 2015: 2º puesto - Asia Rugby U19 2016: 3º puesto - Asia Rugby U19 2017: 2º puesto - Asia Rugby U19 2018: 4º puesto (último) - Asia Rugby U19 2020: cancelado - Asia Rugby U19 2022: no participó |